# Dubai Tennis Championships 2021
Dubai Tennis Championships 2021 — тенісний турнір, що проходив на кортах з твердим покриттям у місті Дубай, ОАЕ з 8 до 21 березня. Належав до категорій ATP 500 та WTA 1000.

## Фінальна частина

### Чоловіки, одиночний розряд
Аслан Карацев —  Ллойд Гарріс 6–3, 6–2

### Жінки, одиночний розряд
Гарбінє Мугуруса —  Барбора Крейчикова 7–6(8–6), 6–3

### Чоловіки, парний розряд
Хуан Себастьян Кабаль /  Роберт Фара —  Нікола Мектич /  Мате Павич 7–6(7–0), 7–6(7–4)

### Жінки, парний розряд
Алекса Гуарачі /  Дарія Юрак —  Сюй Їфань /  Ян Чжаосюань 6–0, 6–3